# كيلي شيرلي
كيلي شيرلي (بالإنجليزية: Kellie Shirley)‏ هي ممثلة بريطانية، ولدت في 11 يوليو 1983 في كرويدون في المملكة المتحدة.

## وصلات خارجية
- كيلي شيرلي على موقع IMDb (الإنجليزية)
- كيلي شيرلي على موقع قاعدة بيانات الفيلم (الإنجليزية)